# Gortatowice (gromada)
Gortatowice – dawna gromada, czyli najmniejsza jednostka podziału terytorialnego Polskiej Rzeczypospolitej Ludowej w latach 1954–1972.
Gromady, z gromadzkimi radami narodowymi (GRN) jako organami władzy najniższego stopnia na wsi, funkcjonowały od reformy reorganizującej administrację wiejską przeprowadzonej jesienią 1954 do momentu ich zniesienia z dniem 1 stycznia 1973, tym samym wypierając organizację gminną w latach 1954–1972.
Gromadę Gortatowice siedzibą GRN w Gortatowicach utworzono – jako jedną z 8759 gromad na obszarze Polski – w powiecie rawskim w woj. łódzkim, na mocy uchwały nr 37/54 WRN w Łodzi z dnia 4 października 1954. W skład jednostki weszły obszary dotychczasowych gromad Brzozówka, Gortatowice, Grabice, Grabice Nowe, Kuczyzna, Mała Wieś, Mała Wieś Nowa, Mroczkowice, Parolice, Sierzchowy, Sierzchowy Nowe, Stolniki, Wisówka i Wylezinek ze zniesionej gminy Gortatowice w tymże powiecie. Dla gromady ustalono 26 członków gromadzkiej rady narodowej.
31 grudnia 1959 do gromady Gortatowice przyłączono wieś, kolonię i parcelę Jeziorzec ze zniesionej gromady Lubocz.
Gromada przetrwała do końca 1972 roku, czyli do kolejnej reformy gminnej.